# Tangachromis dhanisi
Tangachromis dhanisi es una especie de peces de la familia Cichlidae en el orden de los Perciformes.

## Morfología
Los machos pueden llegar alcanzar los 8,5 cm de longitud total.

## Alimentación
Come copépodos.

## Hábitat
Vive en zonas de clima tropical.

## Distribución geográfica
Es  endémico del lago Tanganika (África)